# Jujutsu Kaisen

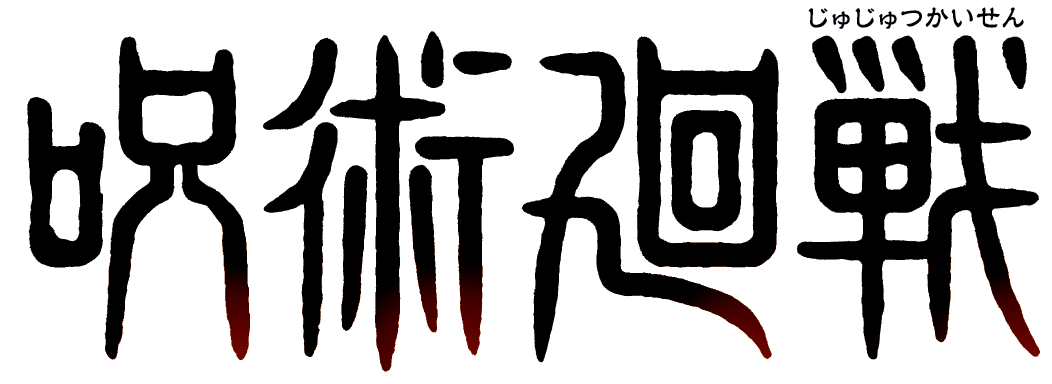
Logo de la seria de anime "Jujutsu Kaisen". Licență: domeniu public. Anul:2018

Jujutsu Kaisen (japoneză 呪術廻戦) este o serie manga japoneză scrisă și ilustrată de Gege Akutami, serializată în Weekly Shōnen Jump de la Shueisha din martie 2018. Capitolele individuale din Jujutsu Kaisen sunt colectate și publicate de Shueisha, cu cincisprezece volume tankōbon lansate începând cu martie 2021. Povestea îl urmărește pe elevul de liceu Yuji Itadori în timp ce se alătură unei organizații secrete de vrăjitori Jujutsu pentru a ucide un blestem puternic numit Ryomen Sukuna, din care Yuji devine gazda. Seria este o continuare a unei serii lunare de patru capitole numită Tokyo Metropolitan Curse Technical School, care a fost publicată în Jump GIGA de la Shueisha din aprilie până în iulie 2017, iar mai târziu a fost lansată sub titlul Jujutsu Kaisen 0 în decembrie 2018.
Jujutsu Kaisen este licențiat pentru lansarea în limba engleză în America de Nord de către Viz Media și publică manga în format tipărit din decembrie 2019. Shueisha publică seria în limba engleză pe aplicația și site-ul Manga Plus. Două romane ușoare scrise de Ballad Kitaguni au fost lansate sub tiparul Jump J-Books în mai 2019 și, respectiv, ianuarie 2020. O adaptare a unui serial de televiziune anime de 24 de episoade produsă de MAPPA a fost difuzată pe MBS din octombrie 2020 până în martie 2021. Animeul este licențiat de Crunchyroll pentru streaming în afara Asiei, care a prezentat în premieră un dublaj în limba engleză în noiembrie 2020. Coloana sonoră originală a animeului va fi lansată în aprilie 2021.
În martie 2021, manga Jujutsu Kaisen avea peste 40 de milioane de exemplare în circulație, inclusiv versiunile digitale, ceea ce o face una dintre cele mai vândute serii manga din toate timpurile.

## Rezumat

### Cadru
În Jujutsu Kaisen, toate ființele vii emană o energie numită Energie blestemată (呪力, Juryoku), care provine din emoțiile negative care curg în mod natural prin corp. Oamenii normali nu pot controla acest flux în corpul lor. Ca urmare, ei pierd continuu Energie Blestemată, ceea ce duce la nașterea Blestemelor (呪い, Noroi), o rasă de ființe spirituale a căror dorință principală este de a aduce prejudicii umanității.
Vrăjitorii Jujutsu (呪術師, Jujutsushi, lit. "Maeștrii Tehnicii Blestemate" sau "Șamanii") sunt persoane care controlează fluxul de Energie Blestemată din corpul lor, permițându-le să o folosească după bunul plac și, de asemenea, să reducă eliberarea acesteia. Vrăjitorii și Blestemații de rang înalt pot rafina această energie și o pot folosi pentru a executa Tehnici Blestemate (呪術式, Jujutsushiki), care tind să fie unice pentru utilizator sau pentru familia acestuia. O formă avansată a Tehnicii Blestemate este Expansiunea Domeniului (領域展開, Ryōiki Tenkai), prin care utilizatorul își poate folosi Energia Blestemată pentru a construi o dimensiune de buzunar care acoperă zona înconjurătoare în interiorul căreia toate atacurile vor fi mai puternice.

### Plot
Yuji Itadori este un elev de liceu cu o formă fizică ieșită din comun, care locuiește în Sendai, împreună cu bunicul său. El evită cu regularitate echipa de atletism din cauza timpului pe care îl necesită, în ciuda talentului său înnăscut pentru acest sport. În schimb, alege să se alăture Clubului de Cercetare Oculta; datorită libertății pe care i-o permite acest club în ceea ce privește participarea, merge în fiecare zi să-și viziteze bunicul muribund la spital. Pe patul de moarte, bunicul său îi insuflă lui Yuji două mesaje puternice: "ajută întotdeauna oamenii" și "mori înconjurat de oameni". Aceste două idei par să provină din propriile regrete ale bunicului său. După moartea bunicului său, Yuji interpretează aceste mesaje ca pe o singură afirmație: toată lumea merită "o moarte adecvată". El este apoi confruntat de Megumi Fushiguro, o vrăjitoare care îl informează despre un talisman cu un farmec blestemat de înaltă calitate, aflat la școala sa, cu care Yuji a intrat recent în contact. Prietenii săi de la Clubul de Ocultism au desigilat talismanul, un deget în putrefacție, care a atras Blestemele în școală, creaturi care sunt provocate de emoții negative și care sunt întărite prin consumarea puterilor magice prezente în vrăjitori sau în astfel de farmece. Incapabil să învingă Blestemele din cauza lipsei sale de puteri magice, Yuji înghite degetul pentru a o proteja pe Megumi și pe prietenii săi și devine gazda lui Ryomen Sukuna, un Blestem puternic. Din cauza naturii malefice a lui Sukuna, toți vrăjitorii sunt obligați să-l exorcizeze (și prin extensie, pe Yuji) imediat. Cu toate acestea, în ciuda faptului că este posedat, Yuji reușește în mare parte să își păstreze controlul asupra corpului său. Văzând acest lucru, Satoru Gojo, profesorul lui Megumi, decide să îl ducă pe acesta la Liceul Jujutsu Prefectural din Tokyo pentru a le propune superiorilor săi un plan: să amâne sentința de condamnare la moarte a lui Yuji până când acesta va consuma toate degetele lui Sukuna, permițându-le astfel să îl ucidă pe Sukuna odată pentru totdeauna.